# Антифрикційні сплави
Антифрикці́йні спла́ви (грец. αντι — проти і лат. frictio — тертя) — сплави, що характеризуються низьким коефіцієнтом тертя, значною зносостійкістю і достатньою міцністю, доброю припрацьовуваністю, корозійною стійкістю, відсутністю схоплювання з поверхнею контакту.
Антифрикційні сплави застосовуються для виготовлення деталей, які працюють на стирання: вкладишів підшипників, напрямних втулок різних механізмів, поршневих кілець, черв'ячних коліс тощо. Підшипниковими називаються сплави, які використовуються для виготовлення вкладишів підшипників ковзання.

## Класифікація
До антифрикційних сплавів відносяться литі матеріали:
- бабіти;
- бронзи;
- латуні;
- антифрикційні чавуни і сталі (мідяна та графітизована сталь);
- деякі сплави на основі алюмінію та ін.

За структурою литі антифрикційні сплави поділяють на матеріали, в яких:
- у відносно м'якій основі розташовані твердіші включення інтерметалідних з'єднань (наприклад: олов'янистий бабіт, алюмінієва та олов'яниста бронза);
- у міцнішій основі твердого розчину розташовані включення м'якої металевої структурної складової (наприклад: свинцевисті бронзи, сплави на основі алюмінію, що містять олово, свинець і кадмій), яка служить твердою змазкою в процесі експлуатації.